# Piezophidion intricatum
Piezophidion intricatum är en skalbaggsart som beskrevs av Maria Helena M. Galileo och Martins 1992. Piezophidion intricatum ingår i släktet Piezophidion och familjen långhorningar.
Artens utbredningsområde är Paraguay. Inga underarter finns listade i Catalogue of Life.